# Gartow
Gartow é um município da Alemanha localizado no distrito de Lüchow-Dannenberg, estado da Baixa Saxônia.
É membro e sede do Samtgemeinde de Gartow.